# Distrito de Korba
Korba (en Hindi: कोरबा जिला) es un distrito de la India en el estado de Chhattisgarh. Código ISO: IN.CT.KB.
Comprende una superficie de 6615 km².
El centro administrativo es la ciudad de Korba.

## Demografía
Según censo 2011 contaba con una población total de 1206563 habitantes, de los cuales 594 405 eran mujeres y 612158 varones.